# ピート・ローズ
ピーター・エドワード・ローズ・シニア（Peter Edward "Pete" Rose Sr., 1941年4月14日 - 2024年9月30日）は、アメリカ合衆国オハイオ州シンシナティ出身のプロ野球選手およびプロ野球監督。愛称はチャーリー・ハッスル（Charlie Hustle）。
MLB最多試合出場記録・通算安打記録・200安打最多回数記録などを保持している。監督在任中の野球賭博により、 1989年にMLBを永久追放となっていた（没後の2025年に資格回復（後述））。

## 経歴

### プロ入り前
シンシナティで生まれ、同市の西側にあるアンダーソンフェリーで育つ。父親のハリー・フランシス・ローズはセミプロのアメリカンフットボール選手として地元では有名なハーフバックだった。ドン・ジマーやタフィ・ローズも輩出したウェスタンヒルズ高校（Western Hills High School）で野球とアメリカンフットボールをプレー。高校時代は後にMLBオールスターゲームにも選出されるエド・ブリンクマンとチームメイトだった。アメフトではほとんどの生徒よりも小柄だったため、選抜チームに入れなかったことから勉強への興味を失い、2年時には留年した。1960年春、ビッグボーイがスポンサーを務めたアマチュアリーグでプレーし、50打数25安打、打率.500を記録した。叔父（母の弟）で元マイナーリーグ選手だったバディ・ブルーバウムがレッズのスカウト、フィル・セギーと現役時代にチームメイトだったことからレッズと7,000ドルで契約した。これはチームメイトのブリンクマンがワシントン・セネタース（後のテキサス・レンジャーズ）と交わした契約金の10分の1以下だった。

### 現役時代
1960年に地元の球団であるシンシナティ・レッズに入団。マイナーリーグでプレーしていたが、1963年のスプリングトレーニング中にドン・ブラッシンゲーム（ドン・ブレイザー）が故障する。欠員が出たことでチームの穴埋めにローズが昇格し、メジャーデビューを果たした。
対ヤンキースのオープン戦でのMLB初打席は四球だったが、ローズは一塁まで全力疾走した。当時、連続優勝を続けていたヤンキースのダッグアウトには、のちに野球殿堂入りするミッキー・マントルとホワイティ・フォードが座っており、2人は見たこともない新人が四球で一塁へ全力疾走するのを見て大受けし、「いいぞ! チャーリー・ハッスル（ハッスル坊や）」と叫んでからかった。その際、たまたま居合わせた数人の新聞記者がその揶揄を耳にし、翌日の新聞にチャーリー・ハッスルの名前を使ったため、ローズの愛称となった。同年シーズンは二塁手として打率.273、6本塁打、41打点を記録。ナショナルリーグの新人王に輝く。
その「チャーリー・ハッスル」の愛称の通り、グラウンド上で常に全力でプレーするローズは地元ファンの人気も高く、その後の1968年と1969年に2年連続で首位打者を獲得するなど、チームの顔として定着した。
1970年に後に名将と呼ばれるスパーキー・アンダーソンがレッズの監督に就任すると、チームは大躍進。同年にリーグ優勝を果たし、1975年、1976年にはワールドシリーズを優勝する。1970年から1978年に掛けて地区優勝6回、リーグ優勝4回、ワールドシリーズ優勝2回を果たした。その間、ローズをはじめ後の球史に名を残す名選手を揃え、1970年代のMLBを席巻したレッズは「ビッグレッドマシン」と呼ばれ、絶大な人気を誇った。ローズも主将・1番打者としてレッズを牽引し、 1973年には3度目の首位打者を獲得、その年のナショナルリーグMVPを受賞し、1975年のワールドシリーズMVPにも輝いた。

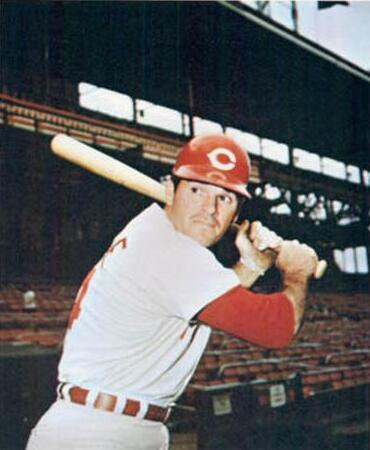
現役当時のローズ
（1972年）

1978年にはMLB歴代3位となる44試合連続安打を記録。同年5月に通算3000本安打を達成した。達成年齢の37歳と21日は、当時MLB史上3番目の若さであった（後年にロビン・ヨーントとデレク・ジーターがローズより早く3000本安打に到達したため、現在ではローズの達成年齢は5番目に若い）。
オフにフリーエージェント（FA）となった。また、日米野球ではレッズの一員として訪日。成績はレッズの14勝2敗1分。
1978年オフにフィラデルフィア・フィリーズに移籍。レッズ時代と変わらぬ活躍ぶりを見せ、1980年にはフィリーズ史上初のワールドシリーズ優勝に貢献した。また同時期には日本のカップラーメン『マルちゃん 激めん』（東洋水産）のCMに出演した。
1984年にモントリオール・エクスポズに移籍し、MLB史上2人目となる通算4000本安打を達成した。
1985年は23年目で45歳となったローズは、選手兼監督としてレッズに招聘。同年9月11日にシンシナティのリバーフロントスタジアムでのサンディエゴ・パドレス戦で1回一死1ストライク2ボールでエリク・ショウ投手の投じた4球目を左前に安打を打ち4192安打を達成、タイ・カッブの持つMLB記録を更新した（MLB公式記録は4191だが、現在では4189と言われている）。7回には三塁打を放って記録を4193安打まで伸ばした。この時にローズが用いたバットは、米国のホワイトアッシュ材をミズノが日本で加工したものであった。
1986年限りで監督業に専念することになり、現役を引退。監督としての特徴は、相手投手の左右などで野手のツープラトン起用を好んだ。

### 引退後
1989年8月24日に監督在任中に野球賭博に関わったとして、MLBから永久追放処分を受けた。以後、基本的にMLBへの関与は認められていないが、特例での参加が認められてもいる。ちなみに監督をしていただけに、賭けを行うときは自分のチームが勝つほうに賭けていたが、勝てそうにない試合には賭けていなかったという。
2014年6月18日に独立リーグであるアトランティック・リーグのブリッジポート・ブルーフィッシュで1日限定の監督を務めた。
2015年には、MLBコミッショナーのロブ・マンフレッドの特例許可により、古巣レッズの本拠地・グレート・アメリカン・ボール・パークで行われたMLBオールスターゲームのセレモニーに出席した。
2016年にはレッズ野球殿堂にローズが入ることになり、長らくローズが現役・監督を通じてつけていた自らの背番号『14』が永久欠番に指定されることとなった。同年は「イチローは『ヒット・キング』、自身は『ヒット・クイーン』」と述べている。
2017年6月17日にグレート・アメリカン・ボール・パークにローズの銅像が建立された。現役時代のトレードマークであった、ヘッドスライディングする姿で、セレモニーではローズも出席している。
2024年9月30日死去。83歳没。死因は親族の意向で公表されていない。

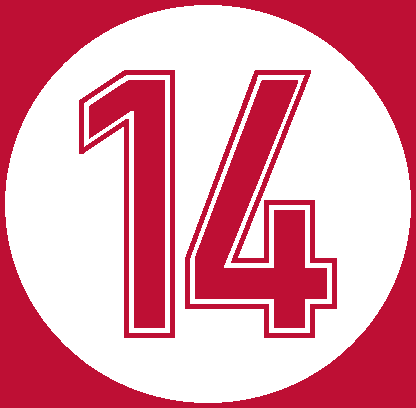
ローズのレッズ在籍時の背番号「14」。
シンシナティ・レッズの永久欠番に2016年指定。

2025年2月28日、ドナルド・トランプ大統領は自身のSNSで、ローズについて「たとえ遅すぎたとしても、野球殿堂入りさせるべきだ」「今後数週間以内に完全な恩赦に署名するつもりだ」と投稿した。同年5月13日、メジャーリーグ機構は、永久追放処分対象者のうちローズをはじめ既に故人である17名の資格回復を発表した。

## 選手としての特徴
MLBを代表するスイッチヒッターの1人だった。
身体を大きく屈めるクラウチングスタイルが特徴。長打力こそなかったものの、ボールを真芯で捕らえるミート力に長け、長年にわたって安打を量産していった。足もさほど速くはなかったが、積極的な走塁で二塁打、三塁打を狙った（通算二塁打はMLB歴代2位）。
走塁では本塁のクロスプレーでの捕手への強烈な体当たりや、塁へのヘッドスライディングをよく仕掛けた。特に闘志溢れるヘッドスライディングは現役時代のローズの代名詞だった。
派手なプレイが目立つ一方で、故障をほとんどせず、24年間の現役生活で故障者リスト入りしたのはわずか2回である。ローズは現役中、セミプロのフットボール選手だった父親の「グラウンドでは100%ではなく120%の力を出さなくてはいけない」という教えを忘れなかったという。

## 人物

### 永久追放
1989年に野球賭博に関わっていたことが発覚。賭けの対象に自身が監督を務めるレッズが含まれていたことから、当時のコミッショナーであるバート・ジアマッティ（処分会見の8日後に心臓発作により急死）により永久追放処分を受ける。この事件は、何らかの形でローズが事件に巻き込まれてしまったという説があったが、2004年に発売された自叙伝での告白やスポーツ専門放送局・ESPNのラジオ番組で、「毎晩賭けていた。私は間違っていた」などと語り、野球賭博への関与を認めている。
2004年、ローズの野球賭博の内幕を描いたHustle（邦題『堕ちた打撃王 ピート・ローズ』）がピーター・ボグダノヴィッチ監督、トム・サイズモア主演でテレビ映画化された。
第7代コミッショナーであるジアマッティに永久追放処分を受けた後は、第8代コミッショナーであるフェイ・ヴィンセント（副コミッショナー時代にローズの賭博問題の調査を主導）にも冷たくあしらわれた。ヴィンセントは、2002年12月にローズの追放処分の解除が検討された時には「馬鹿げている」と怒りを露わにした。また、2015年1月に掲載されたトレジャーコースト新聞の社説の中では、｢ローズはクーパーズタウン（アメリカ野球殿堂）から永久に排除されるべきだ｣と述べている。
2015年1月に退任した第9代コミッショナーであるバド・セリグは、2014年8月の会見上で、ローズを球界復帰させる意向がないことを示した。
ローズの復権を最後まで認めなかったセリグが任期満了に伴い退任した後、第10代コミッショナーに就任したロブ・マンフレッドは2015年2月5日、復権について話し合う用意があると語った。これを受けてローズは「ぜひ話がしたい。自分は常に球界復帰の希望を持っている」とコメントした。3月16日、マンフレッドはローズから永久追放処分の解除を求める正式な申請を受けたと明かした。続いて4月にはローズについて、長年活躍したレッズの本拠地シンシナティで開催されるオールスターゲームへの参加を認める考えを示した。
2015年6月22日、ESPNは、ローズが選手時代にも試合に賭けていたことを証明する文書を手に入れたと報じた。入手したのは、アメリカ合衆国当局が1989年10月にローズに近い人物から別件で押収した手書きメモのコピーである。それには、現役最終シーズンの86年3月から7月までのスポーツを対象にした賭博内容が詳細に記され、野球の試合も多く含まれているという。ローズは選手時代の賭博関与は繰り返し否定していた。ESPNの報道を受け、ローズは弁護人を通じて「（数か月前に申請した）処分撤回に関する事項なのでコメントできない」と発表した。
ESPNが報道したスキャンダルはアメリカ合衆国内で反響が大きく、復権に関するコミッショナーの判断への影響が注目された。復権が認められれば、ローズは殿堂入りも可能となるためである。過去の賭博問題の捜査を担当した元連邦検事のジョン・ダウドは「これが最後のピースで、パズルは完成。（ローズ復権の）ドアは閉じられる」とコメント。アメリカ合衆国メディアの論調もおおむね否定的で、ロイター通信のラリー・ファイン記者は「"選手としては賭けていない"という言葉も、彼をよく知る人はもともと誰も信じていなかった。野球賭博の件に関して、何が出てきてももう驚かない。また新たなウソという疑惑が出てきてしまった時点で、復権は厳しくなったし、名誉の殿堂入りはこれから先もまず不可能だろう」と語っている。ローズは永久追放処分を受けた後、2004年に自叙伝で認めるまで約15年間にわたって、自らの賭博関与を否定し続けていた。
2015年7月14日、かつてプレーしたレッズの本拠地シンシナティで開催されたオールスターゲームの試合前行事に参加した。観客からは拍手とブーイングを受けた。ローズは「ここのファンは素晴らしい。唯一残念だったのは、打席に立てなかったことだね」とジョーク交じりに話した。希望していたコミッショナーのマンフレッドとの会談は実現しなかった。
2015年12月14日、MLB機構はローズからの永久追放処分解除の要請を却下したと発表した。発表によれば、同年2月にローズから処分解除の要請があり、9月にコミッショナーのマンフレッドが面談した。その際、ローズはレッズ監督時代の1987年にレッズの試合に賭けたことを認めたものの、選手時代（選手兼任監督時代）の1985年から1986年の間にも賭博に関与した件については「思い出せない」などと話したという。さらに現在でも野球を含めたプロスポーツや競馬の賭け事を続けていることも明らかになった。同コミッショナーは声明で、「ローズ氏は野球界からの追放処分を受けた後も依然として野球で賭け事をしており、公私における発言からも、自身が犯した過ちを十分に理解し、責任を取ってきたとは考えにくい」とコメント。さらに「ローズ氏は、更生した証拠を示すことができなかった。将来的に再び違反行為を行う危険性もある」とし、野球界に戻すことには「容認できないリスク」があると述べた。ローズは過去に2度、別のコミッショナーの時代に処分の解除を求めたが、いずれも却下されており、今回で3度目の却下となった。
2015年12月15日、復権が認められなかったローズは、在住先であるギャンブルの本場ラスベガスで会見を行い、現在も暇つぶし程度に賭け事をしていることを認めつつ、「失望している。私はギャンブル依存症ではない。ここに住んでいるのもギャンブルが目的ではなく、仕事（飲食店経営）のため」と発言。そして「私は野球人。それは変わらない。殿堂入りの望みも捨てない」と話した。ローズは選手時代の1978年の時点では、ギャンブル癖が酷く、多額の借金まであったとされる。
2016年1月19日、古巣レッズはローズの球団殿堂入りを発表した。
2020年、ローズはMLBのステロイド使用者や（アストロズの）サイン盗みに対する罰則と比較すると自身の処罰は不公平であるとして、MLBに対して復権を要請した。
2022年、ローズは復権を申請した。コミッショナーのマンフレッドへの手紙の中で、「殿堂入りが何を意味するのかを今でも毎日考えている」と述べた。マンフレッドは、米スポーツメディアのジ・アスレチック記者に対し、ローズは引き続きMLBから追放されると説明した。
2024年3月25日、かつてMLBとNFLでプレーしたジョシュ・ブーティーのInstagramに登場し、水原一平の違法賭博騒動について同席者に騒動に関するコメントを求められ「70年代、80年代に通訳がいれば無罪放免だった」と、大谷を皮肉るような発言をした。
2025年5月13日、上述のようにメジャーリーグ機構は、ローズをはじめ既に故人である17名の永久追放処分対象者について資格回復を発表した。

### コルクバット使用疑惑
2010年、米スポーツメディアのデッドスピンはローズがタイ・カッブの通算安打記録を抜いた1985年にコルクバットを使用したと報じた。同シーズンにローズが試合で使用したバットを所有していたスポーツ記念品コレクターの複数人がバットのX線検査を行ったところ、コルク栓の明らかな兆候が見つかったという。
2020年には、かつての在籍チーム（モントリオール・エクスポズ）の地元紙モントリオール・ガゼットがローズのコルクバット使用を報じた。記事は元エクスポズ番記者のダニー・ギャラガーが執筆し、エクスポズで11シーズングラウンドキーパーを務めた元球団職員Aの証言としてローズがクラブハウス内で別の職員B（記事内ではAとBどちらの元職員も実名）にコルクを詰めさせていたと報じた。コルクを詰める作業に直接関与していたとされる元職員Bに問い合わせたところ「（その件について）何も話せない」と返され、ローズの代理人にも問い合わせたが取材自体を拒否されたという。

### 服役
MLBを永久追放された翌1990年には、賭博問題とは別件（脱税と虚偽の申告をした罪）で懲役5か月、罰金5万ドルの実刑判決を受け、刑務所に服役した。

### 法定強姦疑惑
2015年、かつてローズの賭博捜査にも関わった元連邦検察官で弁護士ジョン・ダウドがラジオ番組内で、ローズは過去に12歳から14歳の未成年女性と性的行為をしたことがあり、それは法定強姦だと発言した。翌年ローズはダウドの発言を虚偽だとして名誉棄損で訴え、ダウド側はその訴えを却下するよう裁判所に申請していたが、のちに和解。判事はダウドの発言が名誉毀損に当たると判断していた。しかし、ダウド側が提出した宣誓供述書には、ローズが最初の結婚により妻と2人の子供を抱えていた30代の頃、未成年の女性と数年間、関係を持っていたと主張されており、その女性がローズと初めて関係を持ったのは16歳になる前だったという。当時、ローズとこの女性が住んでいたオハイオ州では性的同意年齢は16歳であったため、彼女の申し立ては法定強姦に当たる。ローズはこの女性と関係があったことを認めたが、彼女が16歳のときに始まったと述べた。ローズは女性との交際がどれくらい続いたか覚えていない、とも語った。オハイオ州の時効は過ぎているため、この女性の証言はローズに対する刑事告訴の可能性を高めるものではなかった。女性の告発とローズが関係を認めたことが公になった後、フィラデルフィア・フィリーズはローズを讃える計画を中止した。また、ダウド側は、ローズが他の未成年女性と関係したかどうかなどの質問に答えるよう裁判所に求めていたが、ローズ側の弁護士は、プライバシーの権利を理由に、異議を唱えた。ダウド側の弁護士とローズ側の弁護士は「ローズ氏とダウド氏は、相互の配慮に基づき、ローズ氏のダウド氏に対する訴訟を却下することに合意しました。この問題の解決に関して、これ以上コメントすることは許されません」という声明を出し、決着した。

### 私生活
2度の結婚・離婚歴がある。2番目の妻と別居中から、韓国出身のセクシーモデル、キアナ・キム（Kiana Kim、1980年韓国ソウル市生まれ、5歳でアメリカ合衆国に移住、大韓航空に勤めていたこともある）と交際をスタートし、後に婚約して、2013年には彼らのリアリティ番組「Pete Rose: Hits & Mrs.」が放送された。
長男ピート・ローズ・ジュニアは元野球選手であるが、MLBの試合出場は11試合だけで、現役生活のほとんどをマイナーリーグベースボール（MiLB）でプレイした（MiLBでは1989年から2009年の間に1918試合出場）。そのMiLB生活中にチームメイトにドーピング薬を横流ししたとして起訴され、2006年に有罪判決を受けた。

### WWEとの関係
1998年から2000年の間に、ローズはプロレス団体WWEの年間最大のイベントレッスルマニアに出演。レッスルマニアXIVで「ゲストリングアナウンサー」を務めた。この大会でレスラーのケイン（彼の赤いリング衣装は「ビッグレッドマシン」の愛称）からパイルドライバーを受けている。翌年のレッスルマニアXVではローズはケインに復讐するために「チキン」の仮装をして現れるが、返り討ちにされた。翌年のレッスルマニア2000でも登場するがケインだけでなく、タッグパートナーのリキシにもやられてしまう。これら3つの出演に加えて、ローズは2002年にWWEのノーマーシーイベントのハロウィーンをテーマにしたCMに登場し、ケインによってチョークスラムを食らった。そして2004年にレッスルマニアXXの前日の式典でWWE殿堂入りを果たした（紹介を務めたのはケイン）。ローズは初の非プロレス関係者、セレブとして殿堂入りした。
2010年3月22日には、レッスルマニアXXVI前のWWEの番組であるRAWにゲストホストとして登場。番組中にケインとの久々の「絡み」も見せた。2012年に再びWWEに登場し、ケインとの絡みがあった。

## 詳細情報

### 年度別打撃成績
| 年 度     | 球 団     | 試 合 | 打 席 | 打 数 | 得 点 | 安 打 | 二 塁 打 | 三 塁 打 | 本 塁 打 | 塁 打 | 打 点 | 盗 塁 | 盗 塁 死 | 犠 打 | 犠 飛 | 四 球 | 敬 遠 | 死 球 | 三 振 | 併 殺 打 | 打 率 | 出 塁 率 | 長 打 率 | O P S |
| --------- | --------- | ----- | ----- | ----- | ----- | ----- | -------- | -------- | -------- | ----- | ----- | ----- | -------- | ----- | ----- | ----- | ----- | ----- | ----- | -------- | ----- | -------- | -------- | ----- |
| 1963      | CIN       | 157   | 695   | 623   | 101   | 170   | 25       | 9        | 6        | 231   | 41    | 13    | 15       | 6     | 6     | 55    | 0     | 5     | 72    | 8        | .273  | .334     | .371     | .705  |
| 1964      | CIN       | 136   | 558   | 516   | 64    | 139   | 13       | 2        | 4        | 168   | 34    | 4     | 10       | 3     | 1     | 36    | 0     | 2     | 51    | 6        | .269  | .319     | .326     | .645  |
| 1965      | CIN       | 162   | 757   | 670   | 117   | 209   | 35       | 11       | 11       | 299   | 81    | 8     | 3        | 8     | 2     | 69    | 2     | 8     | 76    | 10       | .312  | .382     | .446     | .828  |
| 1966      | CIN       | 156   | 700   | 654   | 97    | 205   | 38       | 5        | 16       | 301   | 70    | 4     | 9        | 7     | 1     | 37    | 3     | 1     | 61    | 12       | .313  | .351     | .460     | .811  |
| 1967      | CIN       | 148   | 647   | 585   | 86    | 176   | 32       | 8        | 12       | 260   | 76    | 11    | 6        | 1     | 2     | 56    | 9     | 3     | 66    | 9        | .301  | .364     | .444     | .808  |
| 1968      | CIN       | 149   | 692   | 626   | 94    | 210   | 42       | 6        | 10       | 294   | 49    | 3     | 7        | 2     | 4     | 56    | 15    | 4     | 76    | 11       | .335  | .391     | .470     | .861  |
| 1969      | CIN       | 156   | 728   | 627   | 120   | 218   | 33       | 11       | 16       | 321   | 82    | 7     | 10       | 2     | 6     | 88    | 18    | 5     | 65    | 13       | .348  | .428     | .512     | .940  |
| 1970      | CIN       | 159   | 728   | 649   | 120   | 205   | 37       | 9        | 15       | 305   | 52    | 12    | 7        | 0     | 4     | 73    | 10    | 2     | 64    | 7        | .316  | .385     | .470     | .855  |
| 1971      | CIN       | 160   | 707   | 632   | 86    | 192   | 27       | 4        | 13       | 266   | 44    | 13    | 9        | 1     | 3     | 68    | 15    | 3     | 50    | 9        | .304  | .373     | .421     | .794  |
| 1972      | CIN       | 154   | 729   | 645   | 107   | 198   | 31       | 11       | 6        | 269   | 57    | 10    | 3        | 2     | 2     | 73    | 4     | 7     | 46    | 7        | .307  | .382     | .417     | .799  |
| 1973      | CIN       | 160   | 752   | 680   | 115   | 230   | 36       | 8        | 5        | 297   | 64    | 10    | 7        | 1     | 0     | 65    | 6     | 6     | 42    | 14       | .338  | .401     | .437     | .838  |
| 1974      | CIN       | 163   | 770   | 652   | 110   | 185   | 45       | 7        | 3        | 253   | 51    | 2     | 4        | 1     | 6     | 106   | 14    | 5     | 54    | 9        | .284  | .385     | .388     | .773  |
| 1975      | CIN       | 162   | 764   | 662   | 112   | 210   | 47       | 4        | 7        | 286   | 74    | 0     | 1        | 1     | 1     | 89    | 8     | 11    | 50    | 13       | .317  | .406     | .432     | .838  |
| 1976      | CIN       | 162   | 759   | 665   | 130   | 215   | 42       | 6        | 10       | 299   | 63    | 9     | 5        | 0     | 2     | 86    | 7     | 6     | 54    | 17       | .323  | .404     | .450     | .854  |
| 1977      | CIN       | 162   | 731   | 655   | 95    | 204   | 38       | 7        | 9        | 283   | 64    | 16    | 4        | 1     | 4     | 66    | 7     | 5     | 42    | 9        | .311  | .377     | .432     | .809  |
| 1978      | CIN       | 159   | 729   | 655   | 103   | 198   | 51       | 3        | 7        | 276   | 52    | 13    | 9        | 2     | 7     | 62    | 6     | 3     | 30    | 8        | .302  | .362     | .421     | .783  |
| 1979      | PHI       | 163   | 730   | 628   | 90    | 208   | 40       | 5        | 4        | 270   | 59    | 20    | 11       | 0     | 5     | 95    | 10    | 2     | 32    | 18       | .331  | .418     | .430     | .848  |
| 1980      | PHI       | 162   | 735   | 655   | 95    | 185   | 42       | 1        | 1        | 232   | 64    | 12    | 8        | 4     | 4     | 66    | 5     | 6     | 33    | 13       | .282  | .352     | .354     | .706  |
| 1981      | PHI       | 107   | 484   | 431   | 73    | 140   | 18       | 5        | 0        | 168   | 33    | 4     | 4        | 1     | 3     | 46    | 5     | 3     | 26    | 8        | .325  | .391     | .390     | .781  |
| 1982      | PHI       | 162   | 718   | 634   | 80    | 172   | 25       | 4        | 3        | 214   | 54    | 8     | 8        | 8     | 3     | 66    | 9     | 7     | 32    | 12       | .271  | .345     | .338     | .683  |
| 1983      | PHI       | 151   | 555   | 493   | 52    | 121   | 14       | 3        | 0        | 141   | 45    | 7     | 7        | 1     | 7     | 52    | 5     | 2     | 28    | 11       | .245  | .316     | .286     | .602  |
| 1984      | MON       | 95    | 314   | 278   | 34    | 72    | 6        | 2        | 0        | 82    | 23    | 1     | 1        | 3     | 1     | 31    | 3     | 1     | 20    | 10       | .259  | .334     | .295     | .629  |
| 1984      | CIN       | 26    | 107   | 96    | 9     | 35    | 9        | 0        | 0        | 44    | 11    | 0     | 0        | 0     | 0     | 9     | 1     | 2     | 7     | 1        | .365  | .430     | .458     | .888  |
| '84計     | CIN       | 121   | 421   | 374   | 43    | 107   | 15       | 2        | 0        | 126   | 34    | 1     | 1        | 3     | 1     | 40    | 4     | 3     | 27    | 11       | .286  | .359     | .337     | .696  |
| 1985      | CIN       | 119   | 500   | 405   | 60    | 107   | 12       | 2        | 2        | 129   | 46    | 8     | 1        | 1     | 4     | 86    | 5     | 4     | 35    | 10       | .264  | .395     | .319     | .714  |
| 1986      | CIN       | 72    | 272   | 237   | 15    | 52    | 8        | 2        | 0        | 64    | 25    | 3     | 0        | 0     | 1     | 30    | 0     | 4     | 31    | 2        | .219  | .316     | .270     | .586  |
| MLB：24年 | MLB：24年 | 3562  | 15861 | 14053 | 2165  | 4256  | 746      | 135      | 160      | 5752  | 1314  | 198   | 149      | 56    | 79    | 1566  | 167   | 107   | 1143  | 247      | .303  | .375     | .409     | .784  |

- 各年度の太字はリーグ最高、赤太字はMLBにおける歴代最高

### 年度別守備成績
内野守備
| 年 度 | 球 団 | 一塁（1B） | 一塁（1B） | 一塁（1B） | 一塁（1B） | 一塁（1B） | 一塁（1B） | 二塁（2B） | 二塁（2B） | 二塁（2B） | 二塁（2B） | 二塁（2B） | 二塁（2B） | 三塁（3B） | 三塁（3B） | 三塁（3B） | 三塁（3B） | 三塁（3B） | 三塁（3B） |
| 年 度 | 球 団 | 試 合      | 刺 殺      | 補 殺      | 失 策      | 併 殺      | 守 備 率   | 試 合      | 刺 殺      | 補 殺      | 失 策      | 併 殺      | 守 備 率   | 試 合      | 刺 殺      | 補 殺      | 失 策      | 併 殺      | 守 備 率   |
| ----- | ----- | ---------- | ---------- | ---------- | ---------- | ---------- | ---------- | ---------- | ---------- | ---------- | ---------- | ---------- | ---------- | ---------- | ---------- | ---------- | ---------- | ---------- | ---------- |
| 1963  | CIN   | -          | -          | -          | -          | -          | -          | 157        | 360        | 366        | 22         | 78         | .971       | -          | -          | -          | -          | -          | -          |
| 1964  | CIN   | -          | -          | -          | -          | -          | -          | 128        | 263        | 301        | 12         | 63         | .979       | -          | -          | -          | -          | -          | -          |
| 1965  | CIN   | -          | -          | -          | -          | -          | -          | 162        | 382        | 403        | 20         | 93         | .975       | -          | -          | -          | -          | -          | -          |
| 1966  | CIN   | -          | -          | -          | -          | -          | -          | 140        | 385        | 344        | 14         | 79         | .981       | 16         | 24         | 30         | 4          | 4          | .931       |
| 1967  | CIN   | -          | -          | -          | -          | -          | -          | 35         | 76         | 88         | 7          | 15         | .959       | -          | -          | -          | -          | -          | -          |
| 1968  | CIN   | 1          | 0          | 0          | 0          | 0          |            | 3          | 2          | 0          | 0          | 0          | 1.000      | -          | -          | -          | -          | -          | -          |
| 1969  | CIN   | -          | -          | -          | -          | -          | -          | 2          | 1          | 0          | 0          | 0          | 1.000      | -          | -          | -          | -          | -          | -          |
| 1975  | CIN   | -          | -          | -          | -          | -          | -          | -          | -          | -          | -          | -          | -          | 137        | 106        | 230        | 13         | 21         | .963       |
| 1976  | CIN   | -          | -          | -          | -          | -          | -          | -          | -          | -          | -          | -          | -          | 159        | 115        | 293        | 13         | 25         | .969       |
| 1977  | CIN   | -          | -          | -          | -          | -          | -          | -          | -          | -          | -          | -          | -          | 161        | 98         | 268        | 16         | 18         | .958       |
| 1978  | CIN   | 2          | 15         | 0          | 0          | 2          | 1.000      | -          | -          | -          | -          | -          | -          | 156        | 117        | 256        | 15         | 23         | .961       |
| 1979  | PHI   | 159        | 1424       | 87         | 8          | 124        | .995       | 1          | 1          | 0          | 0          | 0          | 1.000      | 5          | 4          | 6          | 2          | 0          | .833       |
| 1980  | PHI   | 162        | 1427       | 123        | 5          | 113        | .997       | -          | -          | -          | -          | -          | -          | -          | -          | -          | -          | -          | -          |
| 1981  | PHI   | 107        | 929        | 91         | 4          | 69         | .996       | -          | -          | -          | -          | -          | -          | -          | -          | -          | -          | -          | -          |
| 1982  | PHI   | 162        | 1428       | 123        | 8          | 114        | .995       | -          | -          | -          | -          | -          | -          | -          | -          | -          | -          | -          | -          |
| 1983  | PHI   | 112        | 786        | 74         | 9          | 57         | .990       | -          | -          | -          | -          | -          | -          | -          | -          | -          | -          | -          | -          |
| 1984  | MON   | 40         | 298        | 42         | 4          | 22         | .988       | -          | -          | -          | -          | -          | -          | -          | -          | -          | -          | -          | -          |
| 1984  | CIN   | 23         | 181        | 9          | 2          | 14         | .990       | -          | -          | -          | -          | -          | -          | -          | -          | -          | -          | -          | -          |
| '84計 | CIN   | 63         | 479        | 51         | 6          | 36         | .989       | -          | -          | -          | -          | -          | -          | -          | -          | -          | -          | -          | -          |
| 1985  | CIN   | 110        | 870        | 73         | 5          | 80         | .995       | -          | -          | -          | -          | -          | -          | -          | -          | -          | -          | -          | -          |
| 1986  | CIN   | 61         | 523        | 43         | 6          | 54         | .990       | -          | -          | -          | -          | -          | -          | -          | -          | -          | -          | -          | -          |
| MLB   | MLB   | 939        | 7881       | 665        | 51         | 649        | .994       | 628        | 1470       | 1502       | 75         | 328        | .975       | 634        | 464        | 1083       | 63         | 91         | .961       |

外野守備
| 年 度 | 球 団 | 左翼（LF） | 左翼（LF） | 左翼（LF） | 左翼（LF） | 左翼（LF） | 左翼（LF） | 中堅（CF） | 中堅（CF） | 中堅（CF） | 中堅（CF） | 中堅（CF） | 中堅（CF） | 右翼（RF） | 右翼（RF） | 右翼（RF） | 右翼（RF） | 右翼（RF） | 右翼（RF） |
| 年 度 | 球 団 | 試 合      | 刺 殺      | 補 殺      | 失 策      | 併 殺      | 守 備 率   | 試 合      | 刺 殺      | 補 殺      | 失 策      | 併 殺      | 守 備 率   | 試 合      | 刺 殺      | 補 殺      | 失 策      | 併 殺      | 守 備 率   |
| ----- | ----- | ---------- | ---------- | ---------- | ---------- | ---------- | ---------- | ---------- | ---------- | ---------- | ---------- | ---------- | ---------- | ---------- | ---------- | ---------- | ---------- | ---------- | ---------- |
| 1963  | CIN   | 1          | 0          | 0          | 0          | 0          |            | -          | -          | -          | -          | -          | -          | -          | -          | -          | -          | -          | -          |
| 1967  | CIN   | 124        | 213        | 6          | 4          | 0          | .982       | 1          | 0          | 0          | 0          | 0          |            | -          | -          | -          | -          | -          | -          |
| 1968  | CIN   | -          | -          | -          | -          | -          | -          | 9          | 15         | 2          | 0          | 0          | 1.000      | 142        | 256        | 17         | 3          | 4          | .989       |
| 1969  | CIN   | -          | -          | -          | -          | -          | -          | 56         | 109        | 4          | 1          | 1          | .991       | 101        | 204        | 6          | 3          | 2          | .986       |
| 1970  | CIN   | 1          | 0          | 0          | 0          | 0          |            | 5          | 6          | 0          | 0          | 0          | 1.000      | 155        | 305        | 7          | 1          | 2          | .997       |
| 1971  | CIN   | -          | -          | -          | -          | -          | -          | 2          | 4          | 0          | 0          | 0          | 1.000      | 156        | 302        | 13         | 2          | 1          | .994       |
| 1972  | CIN   | 154        | 324        | 15         | 2          | 2          | .994       | -          | -          | -          | -          | -          | -          | -          | -          | -          | -          | -          | -          |
| 1973  | CIN   | 159        | 345        | 15         | 3          | 0          | .992       | -          | -          | -          | -          | -          | -          | -          | -          | -          | -          | -          | -          |
| 1974  | CIN   | 163        | 344        | 11         | 1          | 3          | .997       | -          | -          | -          | -          | -          | -          | -          | -          | -          | -          | -          | -          |
| 1975  | CIN   | 35         | 55         | 0          | 1          | 0          | .982       | -          | -          | -          | -          | -          | -          | -          | -          | -          | -          | -          | -          |
| 1976  | CIN   | -          | -          | -          | -          | -          | -          | -          | -          | -          | -          | -          | -          | 1          | 0          | 0          | 0          | 0          |            |
| 1978  | CIN   | 7          | 3          | 0          | 0          | 0          | 1.000      | -          | -          | -          | -          | -          | -          | -          | -          | -          | -          | -          | -          |
| 1983  | PHI   | 1          | 1          | 0          | 0          | 0          | 1.000      | -          | -          | -          | -          | -          | -          | 34         | 42         | 0          | 1          | 0          | .977       |
| 1984  | MON   | 28         | 51         | 2          | 2          | 0          | .964       | -          | -          | -          | -          | -          | -          | -          | -          | -          | -          | -          | -          |
| MLB   | MLB   | 673        | 1336       | 49         | 13         | 5          | .991       | 73         | 134        | 6          | 1          | 1          | .993       | 589        | 1109       | 43         | 10         | 9          | .991       |

- 各年度の太字はリーグ最高
- 各年度の太字年はゴールドグラブ賞受賞

### タイトル
- 首位打者：3回（1968年、1969年、1973年）

### 表彰
- シーズンMVP：1回（1973年）
- 新人王（1963年）
- シルバースラッガー賞（一塁手部門）：1回（1981年）
- ゴールドグラブ賞（外野手部門）：2回（1969年、1970年）
- ハッチ賞：1回（1968年）
- ルー・ゲーリッグ賞：1回（1969年）
- ロベルト・クレメンテ賞：1回（1976年）
- プレイヤー・オブ・ザ・マンス：6回（1965年7月、1966年8月、1968年8月、1973年7月、1978年7月、1979年9月）
- DHLホームタウン・ヒーローズ選出（2006年）

### 記録
- MLBオールスターゲーム選出：17回（1965年、1967年 - 1971年、1973年 - 1982年、1985年）※1965年は二塁手、1973年 - 1975年は外野手、1976年、1978年は三塁手、1981年、1982年は一塁手としてファン投票選出。

### MLB記録
- 通算安打：4256（歴代1位）
- 通算試合：3562（歴代1位）
- 通算打数：14053（歴代1位）
- 通算打席数：15861（歴代1位）
- 通算出塁数：5929（歴代1位）
- 通算得点：2165（歴代6位）
- 通算単打：3215（歴代1位）
- 通算二塁打：746（歴代2位）
- 通算塁打：5752（歴代7位）
- 通算アウト回数：10328（歴代1位）
- 連続試合安打：44（歴代2位）
- 1試合5安打以上：10（歴代2位）
- 1試合4安打以上：73（歴代2位）
- 1試合3安打以上：387（歴代2位）
- 1試合2安打以上：1225（歴代2位）
- シーズン200安打：10（歴代1位タイ）

### 背番号
- 14（1963年 - 1989年途中）※シンシナティ・レッズの永久欠番

## 著書
- 『挑戦する624人の大リーガー』伊東一雄監修・訳（日之出出版、1988年）ISBN 4-89198-065-6